# Interstate 781
Pour les articles homonymes, voir Route 781.
L'Interstate 781 (I-781) est une autoroute auxiliaire du nord de Watertown dans l'État de New York. La route parcourt 4,3 miles (6,9 km) depuis un échangeur avec l'I-81 à Pamelia jusqu'à l'entrée principale de Fort Drum à Le Ray. Tout juste à l'ouest de Fort Drum, l'I-781 possède un échangeur, le seul hormis les terminus, avec la US 11.
La désignation originale de l'I-781 était la NY 781. En 2009, la Federal Highway Administration (FHWA) a changé la désignation de la NY 781 pour la Future I-781. La nouvelle numérotation a pris effet en 2012 lorsque l'autoroute fût complétée et ouverte aux automobilistes.

## Description du tracé

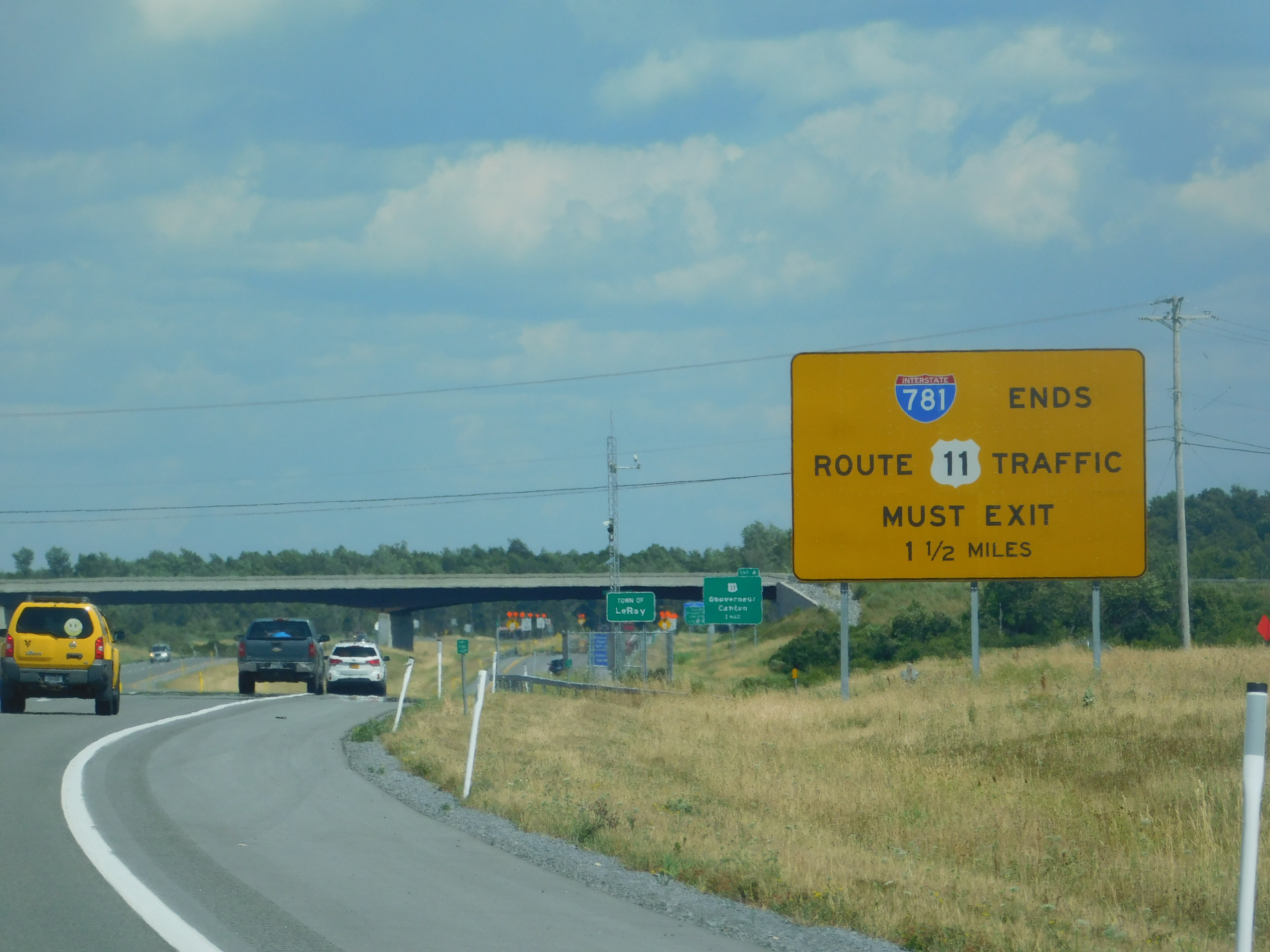
Panneau de l'I-781 dénotant la fin de celle-ci près de Fort Drum.

L'I-781 débute à la sortie 48A de l'I-81 à Pamelia. Elle se dirige à l'est en longeant la NY 342 vers Fort Drum. L'I-781 se termine à l'échangeur avec la US 11 tout juste à l'ouest de Fort Drum bien que la route se poursuive comme la Iraqi Freedom Drive jusqu'à la base militaire.

## Liste des sorties
| Interstate 781 |              |      |      |        |                               |                                                            |
| Comté          | Municipalité | mi   | km   | Sortie | Intersections / Destinations  | Notes                                                      |
| Jefferson      | Pamelia      | 0,00 | 0,00 | 1A-B   | I-81 – Watertown, Canada      | Indiqué sortie 1A (nord) et 1B (sud); sortie 48A de l'I-81 |
| Jefferson      | Le Ray       | 4,70 | 7,60 | 4      | US 11 – Gouverneur, Canton    |                                                            |
| Jefferson      | Le Ray       | 4,90 | 7,90 | —      | Porte principale de Fort Drum | Continue comme Iraqi Freedom Drive                         |
|                |              |      |      |        |                               |                                                            |